# Søren Spætte
Søren Spætte (engelsk: Woody Woodpecker) er en tegnefilmsfigur, der optræder i 194 tegnefilm af den amerikanske animator Walter Lantz, producert af Universal Studios mellem 1940 og 1972. Mel Blanc, der i samme periode lagde stemme til Snurre Snup og Daffy And, lagde ligeledes stemme til Søren Spætte.
Søren Spætte er også udgivet som tegneserier, herunder i fire album af den danske tegneserieskaber Freddy Milton.
Søren Spætte har fået en stjerne på Hollywood Walk of Fame.